# Tour Blanche
Pour les articles homonymes, voir Tour Blanche (homonymie).
La Tour Blanche (en anglais : White Tower) est le donjon de la tour de Londres, située à Londres, en Angleterre. Elle a été construite par Guillaume le Conquérant à la fin du XIe siècle, et plusieurs fois remaniée.

## Localisation
La Tour Blanche est située à Londres, au cœur de la ville en bordure de la Tamise, sur la rive nord, dans le comté cérémonial anglais du Grand Londres.

## Historique

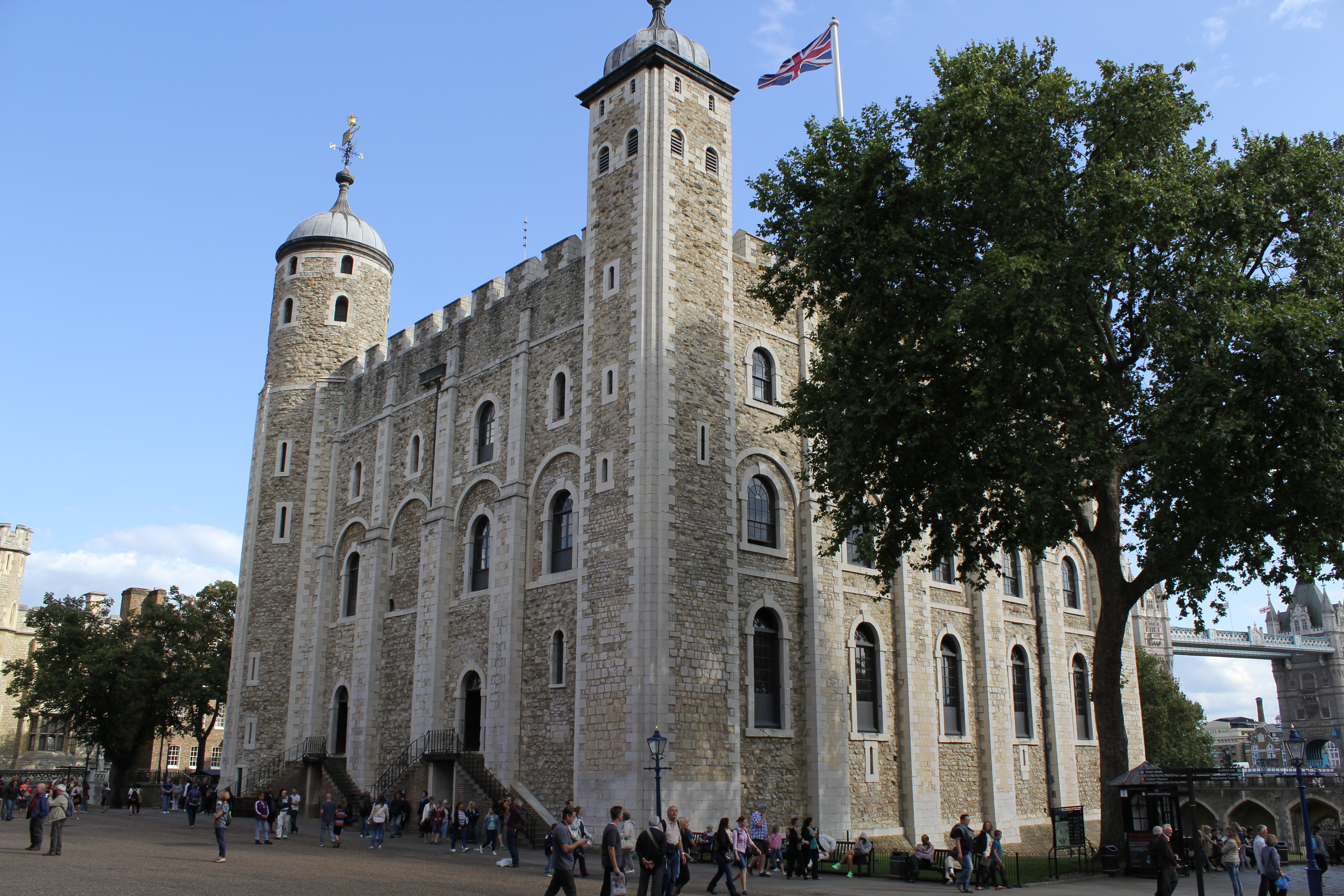
Vue de la Tour Blanche.

La tour de Londres (en anglais : Tower of London) est un ensemble médiéval de la ville de Londres. Il s'agit d'une forteresse du XIe siècle particulièrement bien conservée. Elle forme un ensemble touristique avec le (en anglais : Tower Bridge), le pont à bascule de la capitale du Royaume-Uni.
Le château qui plus tard fut connu sous le nom de Tour de Londres fut commencé par Guillaume le Conquérant en 1066. Il s'agissait au début d'une fortification de terre et bois entourée d'une palissade. À la décennie suivante, les travaux débutèrent à la Tour Blanche, le grand donjon de pierre qui domine encore le château aujourd'hui. La date précise de la fondation de la Tour Blanche est inconnue, tout comme le temps qu'il a fallu pour la construire. On estime généralement que le début de la construction remonte à 1078 puisque le Textus Roffensis indique que Gundulf, évêque de Rochester, supervisa les travaux de construction sur instruction de Guillaume le Conquérant. Des datations dendrochronologiques laissent penser que le début de la construction de la Tour Blanche remonte à la période 1075-1079. L'archéologie du bâtiment érigé suggère qu'il y eut une pause dans la construction entre 1080 et 1090-1093, bien que l'on n'en sache la raison. Gundulf fit plus que superviser les travaux, c'était un architecte qualifié. Le château et la cathédrale de Rochester furent reconstruits sous ses auspices. En tant que château principal dans la capitale de l'Angleterre, la Tour de Londres était une résidence royale importante. Le donjon construit par Gundulf en témoigne puisqu'il est l'un des plus importants de la chrétienté.
La Tour Blanche avait plusieurs fonctions. Sur le plan militaire, il s'agissait de la partie la plus importante du château, mais elle fournissait également un logement adapté pour le roi et ses représentants. Dans l'architecture médiévale, le donjon était un symbole signifiant la puissance d'un seigneur. La Tour Blanche fut probablement terminée en 1100 au plus tard, date à laquelle elle fut utilisée pour emprisonner Rainulf Flambard, évêque de Durham. Ce fut probablement sous le règne d'Henri II (1154-1189) qu'un avant-corps fut ajouté sur le côté sud de la tour afin de fournir des moyens de protection supplémentaires à l'entrée, mais il n'a pas survécu. Les relations d'Henri III avec ses barons étant difficiles, il améliora dans les années 1220 et 1230 les moyens de défense du château et des bâtiments domestiques. Bien que les travaux commencés ne fussent achevés de son vivant, il agrandit le château sur les parties nord et est, construisant un nouveau mur de pierre tout autour. Une galerie de bois fut ajoutée au sommet de la Tour Blanche dont les murs faisaient saillie afin de mieux défendre la base de la tour. Henri entreprit également l'entretien de la Tour Blanche et ce fut sous son règne que la tradition de blanchir le bâtiment commença.
En mars 1240, le responsable des travaux (en anglais : Keeper of the Works) à la Tour de Londres ordonna « que l'on blanchisse la grande tour à l'intérieur et à l'extérieur ». Plus tard cette même année, le roi écrivit au responsable, ordonnant l'allongement des gouttières de plomb de la Tour Blanche afin que « le mur de la tour... tout juste blanchi, ne risque pas de périr ou de tomber à l'extérieur sous l'effet du ruissellement de la pluie ». Henri ne donna pas d'explication quant à l'ordre qu'il avait donné concernant le blanchiment du donjon, mais il se peut qu'il ait été influencé par la mode contemporaine en Europe consistant à peindre les bâtiments prestigieux en blanc. Il ajouta également des décorations à la chapelle du donjon, tels que des vitraux, des statues, et des peintures.

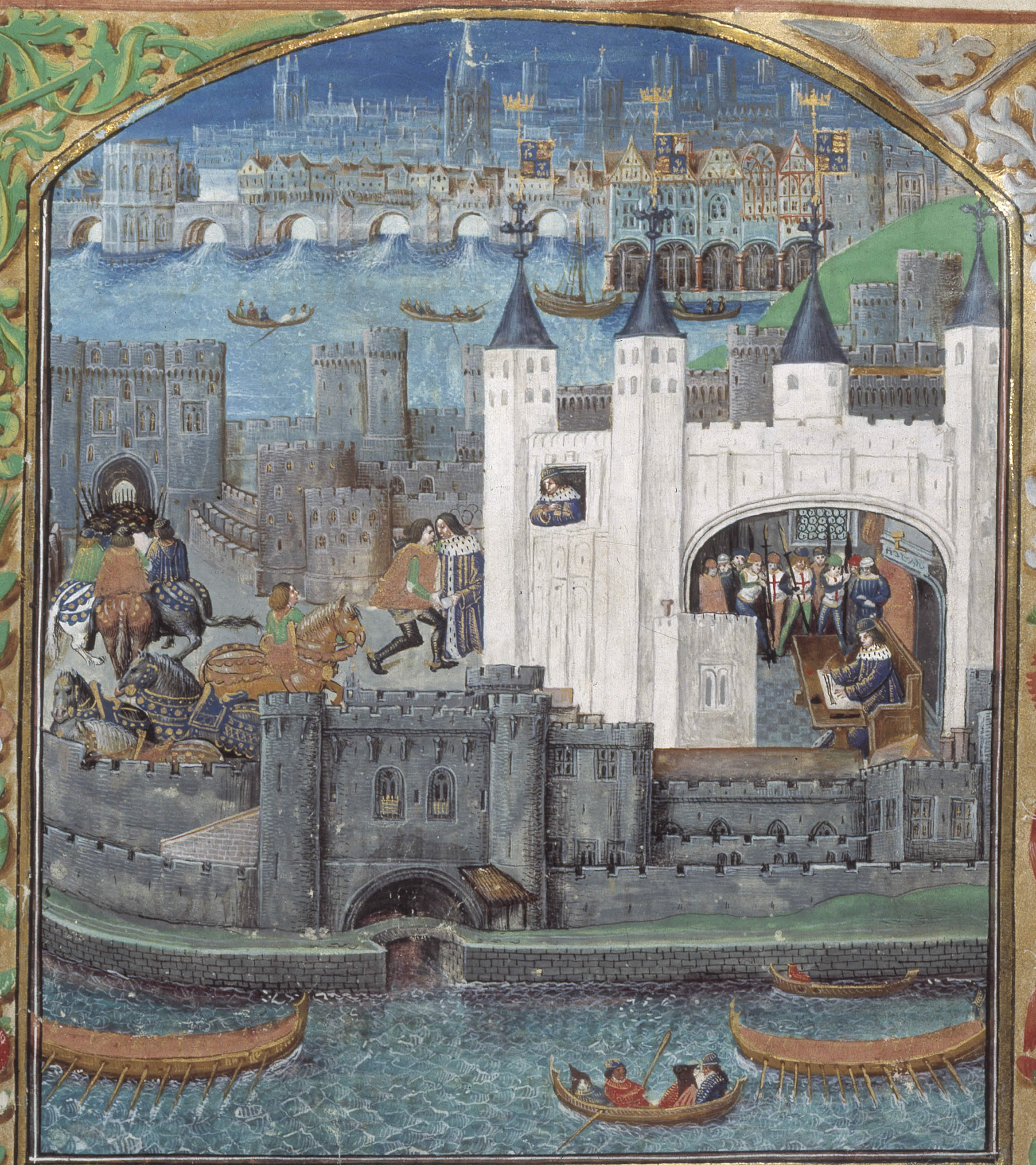
La Tour datant du XVe siècle dans un manuscrit de poèmes de Charles Ier d'Orléans (1394 † 1465) commémorant son emprisonnement dans ce lieu (British Library).

Au début du XIVe siècle, l'activité au château diminua par rapport aux périodes précédentes. Bien que la Tour de Londres fût encore parfois utilisée comme résidence, dans les années 1320, la chapelle de la Tour Blanche servait de lieu de stockage dans lequel étaient déposées les archives. Ce fut à cette période que la fonction de résidence royale du château commença à diminuer. Les archives quittèrent brièvement la Tour Blanche en 1360 afin d'accueillir le roi français Jean II le Bon qui était en captivité. Ce fut peut-être sous le règne d'Édouard III d'Angleterre (1327-1377) que fut créé le bâtiment de butée situé côté sud de la Tour Blanche. Construit comme lieu de stockage, il se peut qu'il ait fait partie du programme de construction entrepris à la Tour de Londres par Édouard, qui fit passer son rôle de magasin militaire au premier plan. La structure n'existe plus, mais elle est notée sur les plans de 1597 et 1717.
Richard II fut emprisonné à la Tour de Londres et il abdiqua en 1399 ; selon la tradition, l'événement eut lieu à la Tour Blanche. Dans les années 1490, un nouvel étage fut ajouté à la Tour Blanche, agrandissant ainsi l'espace de stockage. Il ne reste architecturalement quasiment aucune trace de l'avant-corps de la Tour Blanche, même s'il apparaît dans un dessin effectué à la main vers 1500 représentant l'emprisonnement de Charles, duc d'Orléans, et figure dans un plan de 1597. Il fut démoli en 1674. Le 17 juin de cette même année, au cours de la démolition, des os appartenant à deux enfants furent découverts dans l'avant-corps, sous les escaliers. On supposa qu'il s'agissait de ceux des princes de la Tour. Les restes furent ré-inhumés dans l'abbaye de Westminster. L'histoire des princes de la Tour est l'une des histoires les plus infâmes liées au château. Après la mort d'Édouard IV, son fils âgé de 12 ans fut couronné et devint Édouard V. Richard, duc de Gloucester, fut déclaré Lord Protecteur alors que le prince était trop jeune pour gouverner. Édouard fut confiné dans la Tour de Londres avec son plus jeune frère, Richard. Le duc de Gloucester devint le roi Richard III en juillet. Les princes furent vus pour la dernière fois en public en juin 1483 ; la raison la plus probable de leur disparition est leur assassinat à la fin de l'été 1483.
À la période Tudor, l'aspect des fortifications avait changé afin de mieux les adapter à la puissance des canons. Les nouveaux modèles, dotés de bastions à angles faibles, ne furent pas reproduits à la Tour de Londres. Certaines adaptations propices à l'utilisation de canons furent tout de même réalisées ; ces changements comprenaient l'ajout d'une plate-forme de bois au sommet de la Tour Blanche censée servir d'emplacement pour les canons. Le poids de ces derniers endommagea le toit, si bien qu'il dut être renforcé. La seule utilisation documentée relative à ces canons date de la rébellion de Wyatt en 1554 et ils furent inefficaces. Le Board of Ordnance et l'Office of Armoury avaient établi leurs quartiers à la Tour de Londres jusqu'au XVIIe siècle. Leur présence influença l'activité au château et fit de lui le dépôt militaire le plus important du pays. Dans les années 1560, deux dépôts d'armes furent créés dans la Tour Blanche, et sous le règne d'Élisabeth Ire (1558-1603), ce fut dans la Tour Blanche que la plus grande quantité de poudre fut stockée. Au cours du dernier tiers du XVIe siècle, le château était devenu une attraction touristique avec des visiteurs autorisés à pénétrer à l'intérieur en dépit de son utilisation par les Offices of Ordnance and Armoury. Son rôle de lieu d'approvisionnement eut un impact direct sur la structure de La Tour Blanche, des pieux furent en effet ajoutés pour soutenir les étages. En 1636, un trou fut percé dans le mur nord de la Tour Blanche afin de faciliter la circulation des provisions. En 1639-1640, l'aspect extérieur de la Tour Blanche fut modifié, le matériau de parement étant sur une grande partie remplacé.
En 1640, Charles Ier ordonna que l'on préparât la Tour de Londres en cas de conflit. Des plates-formes pour les canons furent construites et 21 canons furent installés au sommet de la Tour Blanche avec trois mortiers supplémentaires. Malgré ce nouveau système défensif, les Parliamentarians capturèrent la Tour de Londres, sans l'utilisation des canons. En janvier 1642, Charles Ier tenta d'arrêter cinq membres du Parlement. Lorsque sa tentative échoua, il fuit la ville, et le Parlement riposta en supprimant Sir John Byron, alors lieutenant de la Tour. Les groupes miliciens locaux, les Trained Bands, avaient changé de camp, ils soutenaient maintenant le Parlement; alliés aux citoyens de Londres, ils bloquèrent la Tour. Avec la permission du roi, Byron abandonna le contrôle de la Tour. Le Parlement le remplaça par un homme qu'il avait choisi, Sir John Conyers (en). Au moment où la Première Révolution anglaise éclata, en novembre 1642, la Tour de Londres était déjà sous le contrôle du Parlement. En 1657, l'ensemble du bâtiment, à l'exception de la chapelle, était utilisé pour stocker la poudre à canon. Stocker à la fois de la poudre à canon et les archives du gouvernement à l'intérieur de la Tour Blanche n'était pas idéal, et à plusieurs reprises, en 1620, 1718, et 1832, on suggéra de déplacer la poudre dans un autre lieu, mais ces propositions furent infructueuses.

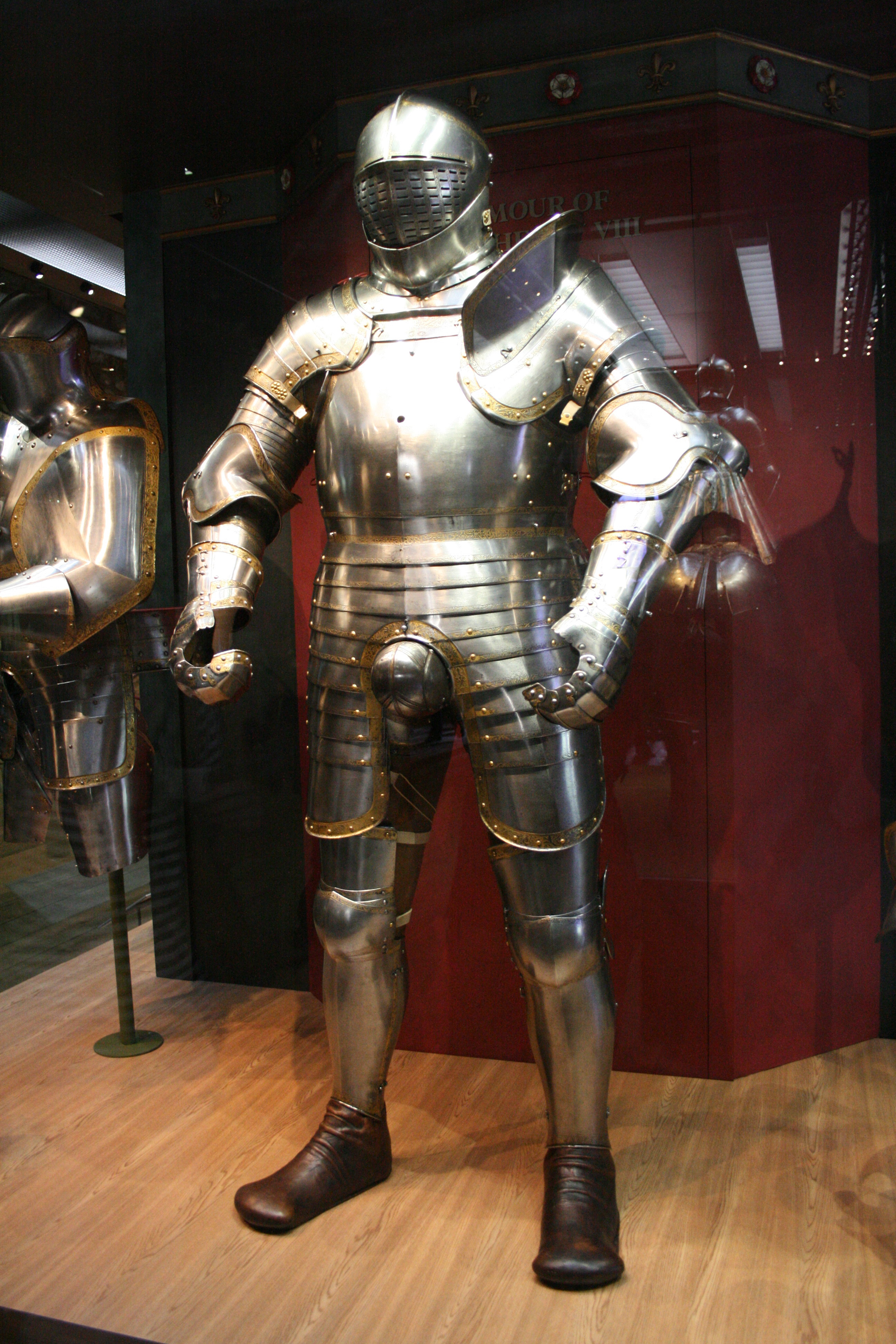
L'armurerie royale est toujours exposée à l'intérieur de la Tour Blanche. Cette armure appartenait à Henri VIII d'Angleterre.

En 1661, des plans consistant à nettoyer une zone de 6 mètres autour de la Tour Blanche furent proposés, afin de préserver le matériel dangereux se trouvant à l'intérieur. Rien ne fut fait jusqu'au Grand incendie de Londres en 1666. Pendant l'incendie, on eut des craintes pour le château, pour la Tour Blanche en particulier, soulignant la nécessité de prendre des mesures de sécurité. Les années suivantes, un mur de protection fut construit autour de la Tour Blanche. Dans les années 1670, les bâtiments qui s'étaient accumulés autour de cette tour afin de fournir un lieu d'approvisionnement pour les Offices of Ordnance and Armoury ("commission du matériel militaire") furent détruits. À la suite de cela, des réparations furent effectuées sur la façade de la Tour Blanche. Un escalier fut également ajouté sur la face sud, permettant un accès direct aux archives situées dans la chapelle.
Alors que la Tour de Londres était ouverte aux visiteurs depuis des siècles, il fallut attendre le début du XIXe siècle pour constater de réels changements concernant les visiteurs. En 1825, au sud de la Tour Blanche, on construisit un bâtiment appelé le New Horse Armoury, destiné à abriter les effigies des rois d'Angleterre. Le style néogothique de la structure - l'un des premiers musées construits à cet effet en Angleterre - fut beaucoup critiqué. À la fin du siècle, les effigies et l'armurerie de la reine Élisabeth étaient en exposition dans la Tour Blanche. Au milieu du XIXe siècle, sous les encouragements du prince Albert, Anthony Salvin entreprit un programme de restauration du château. En 1858, le toit de la Tour Blanche fut renforcé par des poutres de fer. Le 26 janvier 1885, une partie de l'exposition fut endommagée par une bombe dans la Tour Blanche.
Les toits et les tourelles de la Tour Blanche furent réparés dans les années 1960 et 1970. La saleté provenant des travaux extérieurs fut nettoyée et l'intérieur des étages remplacé. Toujours à cette même période, un escalier fut ajouté sur la façade sud du donjon, permettant ainsi d'y accéder à nouveau par l'entrée d'origine. En 1974, l'explosion d'une bombe dans la salle des mortiers (Mortar Room), située dans la Tour Blanche, fit un mort et 35 blessés. Personne ne revendiqua la responsabilité de l'explosion, mais la police enquêta, soupçonnant l'Armée républicaine irlandaise provisoire d'être derrière cet acte. En 1988, la Tour de Londres fut ajoutée à la liste du patrimoine mondial de l'Organisation des Nations unies pour l'éducation, la science et la culture (UNESCO en anglais), en reconnaissance de son importance dans le monde, et pour aider à conserver et protéger le site. La Tour de Londres est à la charge de l'Historic Royal Palaces, un organisme de bienfaisance, et entre 2008 et 2011, un programme de conservation de 2 000 000 £ fut entrepris à la Tour Blanche. Des réparations furent réalisées et le donjon nettoyé, ôtant la pollution qui endommageait la structure. La Tour Blanche est un monument classé Grade I, et reconnu comme une structure d'importance internationale. Les Royal Armouries sont toujours en exposition à la Tour Blanche. On y retrouve notamment les six armures du roi Henri VIII, dont l'Armure argentée, et une armure japonaise offerte par le shogun Tokugawa Hidetada.

## Description

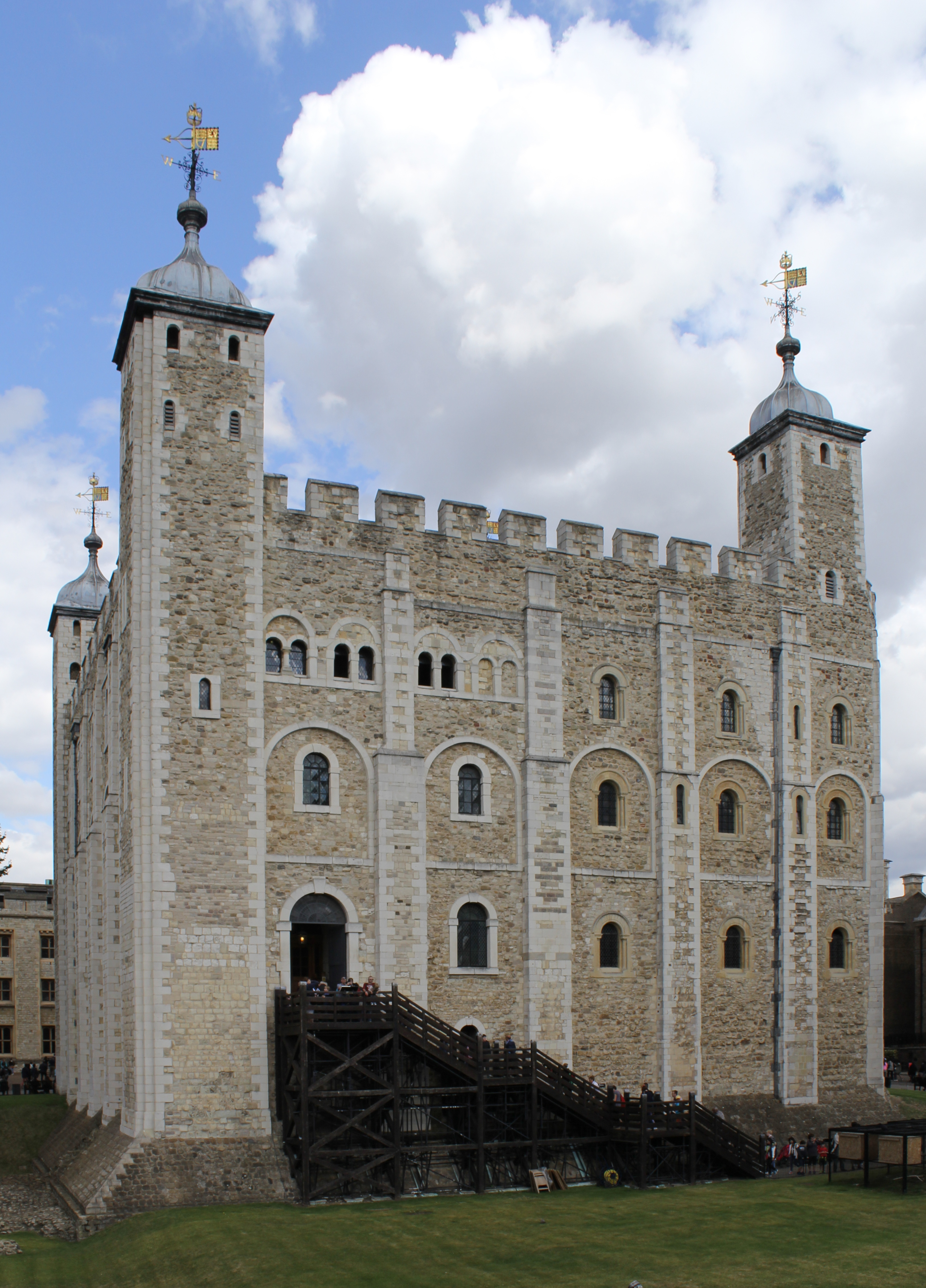
L'entrée d'origine permettant d'accéder à la Tour Blanche était au premier étage.

La Tour Blanche est un donjon, souvent considéré comme la structure la plus solide d'un château médiéval, et celle qui abritait les logements du seigneur, dans ce cas, le roi ou ses représentants. Selon l'historien militaire Allen Brown, « la grande tour (Tour Blanche) était également, de par sa force, sa majesté et ses logements  grandioses, le donjon par excellence ». En tant que l'un des plus grands donjons dans la chrétienté, la Tour Blanche a été décrite comme « le palais du XIe siècle le plus complet en Europe ». Les influences exercées sur la conception de la Tour Blanche ne sont pas claires. Les seigneurs dans le nord de la France construisaient des donjons en pierre depuis le milieu du IXe siècle, la conception générale était bien établie. Elle marque le sol anglais du sceau de ses conquérants normands et fut le modèle des châteaux normands de l'après-conquête. Plus spécifiquement, le donjon du château d'Ivry-la-Bataille, construit aux alentours de l'an mil, a peut-être eu une influence particulièrement importante car il était constitué d'une projection semi-circulaire dans un coin. Allen Brown et P. Curnow ont suggéré que la conception peut avoir été basée sur le désormais disparu donjon du Xe siècle du château de Rouen, qui appartenait aux ducs de Normandie.
Tous les coins situés à l'ouest sont pourvus de tours carrées, tandis qu'au nord-est, une tour ronde abrite un escalier en colimaçon. À l'angle sud-est se trouve une saillie semi-circulaire plus grande, qui constitue l'abside de la chapelle. La Tour Blanche, sans prendre en compte ses tours d'angle, mesure 36 × 32 m à sa base et s'élève à une hauteur de 27 m au niveau du rempart sud. Le bâtiment comprenait initialement trois étages: un niveau inférieur, un niveau d'entrée et un niveau supérieur. L'entrée, tels les donjons normands, se trouvait au-dessus du niveau du sol. Celle-ci se situait sur le côté sud et était équipée d'un escalier en bois qui pouvait être retiré en cas d'attaque. L'avant-corps ajouté au XIIe siècle n'existe plus. Comme le bâtiment avait été conçu pour être une résidence confortable ainsi qu'une forteresse, les latrines étaient construites dans les murs, et quatre cheminées fournissaient la chaleur.
La tour est principalement construite avec de la pierre rag-stone (en), issue du Kent, même si de la mudstone locale fut également utilisée. De la pierre de Caen, bien qu'il n'en reste quasiment plus, fut importée du nord de la France pour former des détails sur le revêtement de la tour. Elle fut en grande partie remplacée par de la pierre de Portland au XVIIe et XVIIIe siècles, sous la direction de l'architecte Inigo Jones. Alors que la plupart des fenêtres de la tour ont été agrandies au XVIIIe siècle, seuls deux modèles d'origine - bien restaurés - ont survécu, sur la façade sud, au niveau de la galerie. La tour a été construite sur le côté d'un remblai pour que le côté nord du niveau inférieur soit partiellement enterré.

### Intérieur
La fonction de chaque pièce est surtout interprétée selon sa conception. En conséquence, il peut y avoir une certaine ambiguïté concernant l'utilisation des pièces individuelles. Chaque étage était divisé en trois pièces, la plus grande se trouvait à l'ouest, une plus petite au nord-est, et la chapelle occupait les flancs sud-ouest du niveau d'entrée et du niveau supérieur. Comme la plupart des donjons, le niveau inférieur contenait une salle utilisée pour le stockage. L'une des pièces abritait un puits. Bien que le plan soit resté le même depuis la construction de la tour, l'intérieur du niveau inférieur date principalement du XVIIIe siècle, lorsque le sol fut abaissé et les voûtes en bois existantes remplacées par des briques. Le niveau inférieur est éclairé par de petites fentes. Le seul accès à l'étage se fait par l'escalier de la tourelle nord-est.
Le niveau d'entrée était probablement destiné au Connétable de la Tour et aux autres officiers importants. L'entrée sud fut bloquée au XVIIe siècle avant d'être rouverte en 1973. Ceux voulant rejoindre le niveau supérieur devaient traverser une petite pièce à l'est, également reliée au niveau d'entrée. La crypte de la chapelle Saint-Jean occupait le coin sud-est et n'était accessible qu'à partir de la chambre orientale. Il y avait une embrasure dans le mur nord de la crypte; selon Geoffrey Parnell, gardien de l'histoire de la tour aux arsenaux royaux, la « forme sans fenêtre et l'accès limité suggèrent qu'elle était conçue comme une chambre forte pour protéger les trésors royaux et les documents importants ».
Le niveau supérieur abritait la Grande Salle (en anglais Great Hall, en latin Aula) à l'ouest, une pièce résidentielle à l'est, les deux étant initialement ouverts sur le toit et entourés d'une galerie construite dans le mur, ainsi que la chapelle St John's au sud-est. Un quatrième niveau fut ajouté au XVe siècle, de même que le toit actuel. L'absence de commodités domestiques telles que des cheminées, suggère qu'il était destiné à être utilisé comme un lieu de stockage plutôt que comme lieu d'habitation. Au XVIIe siècle, des citernes de plomb furent installées au sommet de la Tour Blanche.

### La chapelle Saint-Jean

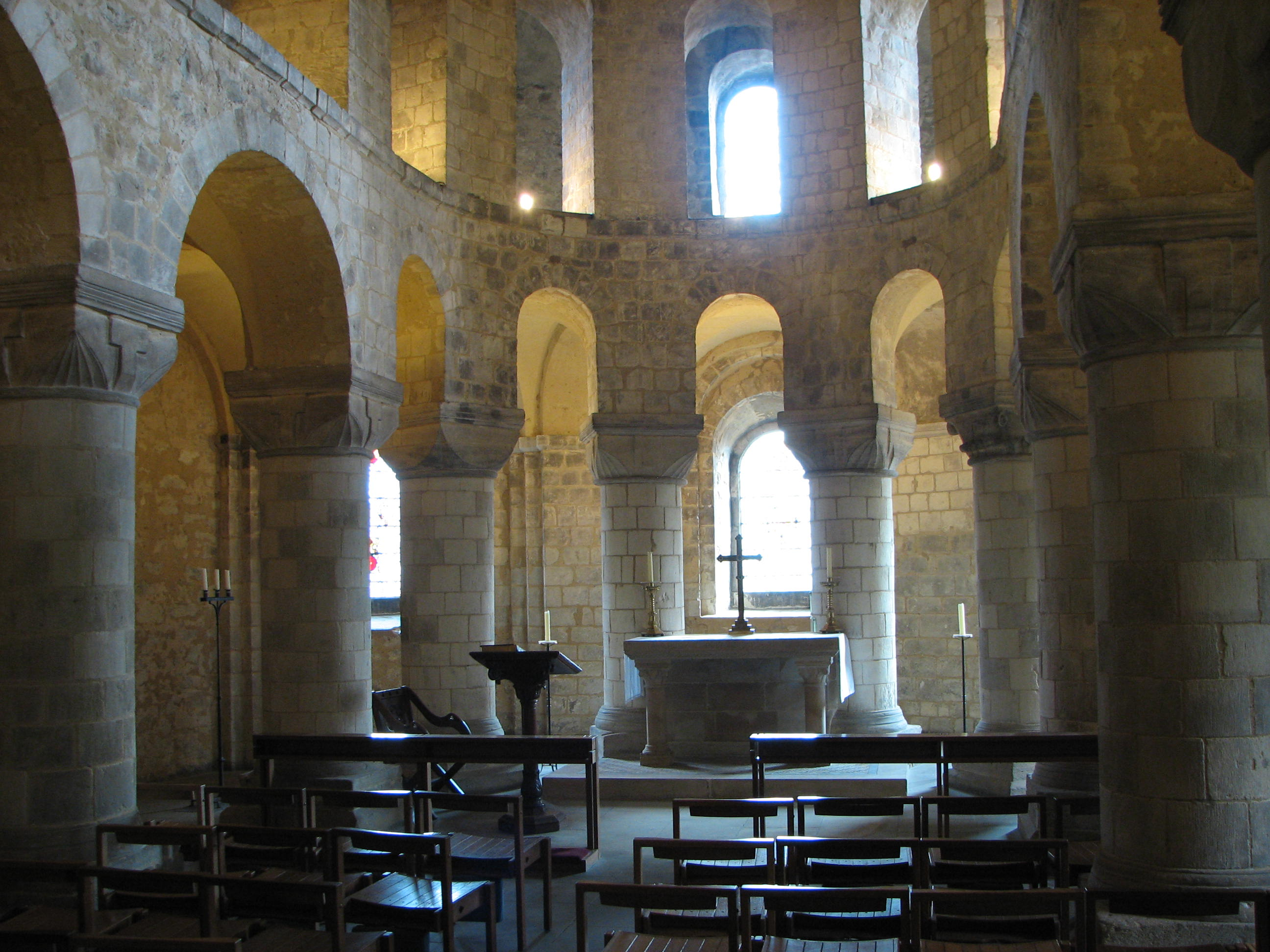
La chapelle St John, à l'intérieur de la Tour Blanche.

La projection semi-circulaire dans le coin sud-est, abritant la chapelle Saint-Jean (St John Chapel), est presque sans pareille dans l'architecture des châteaux. Il existe en Angleterre un seul autre donjon doté d'une projection similaire à celle-ci, c'est celui du château de Colchester, le plus grand d'Angleterre. La chapelle Saint-Jean ne faisait pas partie du plan initial de la Tour Blanche, car le saillant de l'abside fut construit après les murs du niveau inférieur. Du fait de changements depuis la construction de la tour, la chapelle est presque tout ce qui reste de l'intérieur d'origine. L'apparence actuelle sobre et pauvre de la chapelle correspond à ce qu'elle aurait été lors de la période normande. Au XIIIe siècle, sous le règne d'Henri III, la chapelle fut décorée avec une croix peinte en or et des vitraux représentant la Vierge Marie et la Sainte-Trinité.